# Sphegina potanini
Sphegina potanini är en tvåvingeart som beskrevs av Stackelberg 1953. Sphegina potanini ingår i släktet midjeblomflugor, och familjen blomflugor. Inga underarter finns listade i Catalogue of Life.